# Уоддингтон, Дэвид, барон Уоддингтон
Дэвид Чарльз Уоддингтон, барон Уоддингтон (англ. David Charles Waddington, Baron Waddington; 2 августа 1929, Бернли, графство Ланкашир, Великобритания — 23 февраля 2017) — британский государственный деятель, губернатор Бермудских островов (1992—1997), министр внутренних дел Великобритании (1989—1990).

## Биография
Родился в семье адвоката из Бернли, был самым младшим из пяти детей. Окончил Хартфорд-колледж Оксфордского университета, в период обучения был избран президентом Консервативной ассоциации Оксфордского университета. В 1951 г. был принят в адвокатской сообщество Грейс-Инн.
В июле 1976 г. безуспешно защищал Стефана Кишко в Королевском суде Лидса, что стало одной из крупнейших и самых печально известных судебных ошибок в британском праве XX века.
Несколько (1955, 1964 и 1966) раз безуспешно баллотировался на выборах в Палату общин. Впервые был избран в парламент на дополнительных выборах в Нельсоне и Кольне (1968). В 1970 г. был переизбран, а в 1974 г. потерпел поражение, в марте 1979 г. вновь вернул себе мандат депутата уже от округа Клитеро, в 1983 г. был избран от округа Риббл-Вэлли.
С приходом к власти консерваторов (1979) неоднократно занимал высокие должности в правительстве страны:
- 1979—1981 гг. — лорд-уполномоченный Казначейства,
- 1981—1983 гг. — парламентский заместитель министра занятости,
- 1983—1987 гг. — государственный министр в министерстве внутренних дел,
- 1987—1989 гг. — парламентский организатор консерваторов в Палате общин,
- 1989—1990 гг. — министр внутренних дел Великобритании.

В декабре 1990 г. он был назначен пожизненным пэром с присвоениям титула барона Уоддингтона из Рида в графстве Ланкашир.
В 1990—1992 гг. — Лорд-хранитель Малой печати и лидер палаты лордов.
В 1992—1997 гг. — губернатор Бермудских островов.
В 2008 г. его поправка к закону об уголовном правосудии и иммиграции, известная как поправка Уоддингтона, добавила положение о свободе слова в новое законодательство, направленное против гомофобных преступлений на почве ненависти. В ноябре 2009 г. правительство не смогло отменить поправку Уоддингтона к закону о коронерах и правосудии.
В марте 2015 г. вышел в отставку из Палаты лордов в соответствии с разделом 1 Закона о реформе Палаты лордов 2014 года.
Был женат на Джиллиан Грин. В браке родились пять детей.

## Награды и звания
Большой крест Королевского Викторианского Ордена (1994).